# Championnat de France Superdivision de tennis de table 2001-2002
Le Championnat de Superdivision de tennis de table 2001-2002 est la 12e édition du championnat de Superdivision, plus haut niveau des championnats de France de tennis de table par équipes. Il oppose les huit meilleures équipes de France dans le championnat masculin et les huit meilleures équipes féminines.
Navigation
Superdivision 2000-2001 Superdivision 2002-2003
| \| Levallois SC TT Angers SAG Cestas TT Pontoise Caen TTC Hommes Montpellier Hommes US Kremlin Bicêtre Saint-Berthevin Mondeville Caen TTC Femmes ASPTT Lille Métropole Lys Lez Lannoy CP Évreux Montpellier Femmes \| Localisation des clubs engagés dans le championnat. |
| Levallois SC TT Angers SAG Cestas TT Pontoise Caen TTC Hommes Montpellier Hommes US Kremlin Bicêtre Saint-Berthevin Mondeville Caen TTC Femmes ASPTT Lille Métropole Lys Lez Lannoy CP Évreux Montpellier Femmes                                                           |

## Championnat masculin
| Pl | Equipes                     | Pts | J  | V  | D  |
| -- | --------------------------- | --- | -- | -- | -- |
| 1  | Elan Nevers Nièvre          | 34  | 14 | 10 | 4  |
| 2  | Levallois SC TT             | 34  | 14 | 10 | 4  |
| 3  | Montpellier tennis de table | 34  | 14 | 10 | 4  |
| 4  | SAG Cestas TT               | 32  | 14 | 9  | 5  |
| 5  | Caen TTC                    | 30  | 14 | 8  | 6  |
| 6  | Angers Vaillante TT         | 28  | 14 | 7  | 7  |
| 7  | SMEC Metz                   | 18  | 14 | 2  | 12 |
| 8  | Argentan Bayard             | 14  | 14 | 0  | 14 |

- L'Elan Nevers Nièvre remporte son premier championnat de France à l'issue de la dernière journée du championnat[1]et met fin au règne de Levallois[2].
- L'équipe championne est composée de Peter Karlsson, Sébastien Jover et Lin Zhi Gang.

## Championnat féminin
| Pl | Equipes                 | Pts | J  | V  | D  |
| -- | ----------------------- | --- | -- | -- | -- |
| 1  | Montpellier TT          | 42  | 14 | 14 | 0  |
| 2  | EM St Loup/St Berthevin | 34  | 14 | 10 | 4  |
| 3  | USO Mondeville          | 32  | 14 | 9  | 5  |
| 4  | US Kremlin Bicêtre      | 28  | 14 | 7  | 7  |
| 5  | CAM Bordeaux            | 28  | 14 | 7  | 7  |
| 6  | CP Lys-lez-Lannoy       | 24  | 14 | 5  | 9  |
| 7  | TT Joué-lès-Tours       | 22  | 14 | 4  | 10 |
| 8  | La Roche Vendée         | 14  | 14 | 0  | 14 |

- Montpellier TT remporte son dizième titre consécutif.